# Ludwika Tarłowska
Ludwika Wacława Tarłowska (ur. 11 kwietnia 1914 w Warszawie, zm. 17 sierpnia 2004) – polska lekarz onkolog.

## Życiorys
Urodziła się 11 kwietnia 1914 w Warszawie. Podczas II wojny światowej w jej mieszkaniu przy ul. Wawelskiej 15 był składany pierwszy numer pisma Związku Walki Młodych, wydanego 20 lutego 1943. Była więziona przez Niemców na Pawiaku, skąd 30 lipca 1944 została wywieziona do obozu. Po wojnie podjęła pracę w Instytucie Radowym w Warszawie, w 1952 była jedną z osób opracowujących Drugi Program Walki z Rakiem w Polsce, w a 1952 objęła kierownictwo nad Oddziałem Ginekologii Onkologicznej IR. Otrzymała tytuł członka honorowego Polskiego Towarzystwa Onkologicznego. Zmarła 17 sierpnia 2004. Pochowana na cmentarzu Bródnowskim w Warszawie (kwatera 46G-1-2).

## Odznaczenia
- Order Sztandaru Pracy II klasy (1960)[8]
- Krzyż Zasługi – dwukrotnie (po raz drugi w 1952, za zasługi w pracy zawodowej)[9]